# Apeadeiro de Alhadas
O Apeadeiro de Alhadas, originalmente conhecido como Brenha e posteriormente como Alhadas - Brenha, é uma interface encerrada do Ramal da Figueira da Foz, que servia as localidades de Alhadas e Brenha, no distrito de Coimbra, em Portugal.

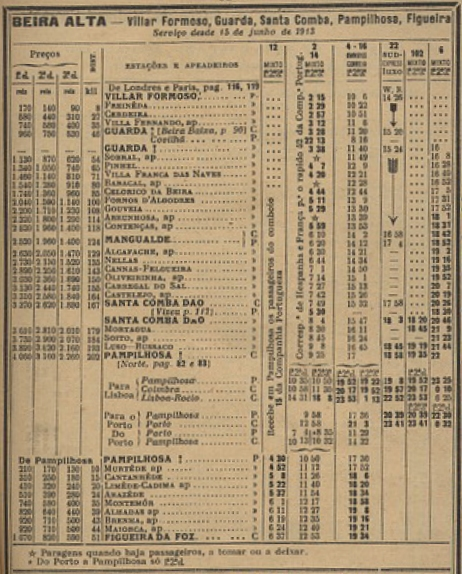
Horários de 1913, onde este apeadeiro surge com o nome de Brenha

## História

### Abertura ao serviço
Este apeadeiro situa-se no lanço entre as estações de Figueira da Foz e Pampilhosa, que foi inaugurado no dia 3 de Agosto de 1882, pela Companhia dos Caminhos de Ferro Portugueses da Beira Alta, sendo nessa altura considerado como parte da Linha da Beira Alta.

### Século XX
Em 20 de Setembro de 1936, a Companhia da Beira Alta despromoveu o apeadeiro de Alhadas, que passou a ter a categoria de paragem. Desta forma, deixaram de se vender bilhetes em Alhadas, que passaram a ser comprados a bordo dos comboios, enquanto que o envio e a recepção de mercadorias passou a ser feita nos furgões dos comboios. Em 1946, a Companhia da Beira Alta foi integrada na Companhia dos Caminhos de Ferro Portugueses, que começou a explorar as antigas linhas daquela empresa em 1 de Janeiro de 1947.

### Encerramento do Ramal da Figueira da Foz
Em 5 de Janeiro de 2009, a operadora Comboios de Portugal terminou  a circulação dos comboios no Ramal da Figueira da Foz, alegando a necessidade de fazer obras por motivos de segurança. A empresa organizou um serviço rodoviário de substituição, que foi terminado em 1 de janeiro de 2012.